# Junior Messias
Walter Messias Júnior (født 13. maj 1991) er en brasiliansk professionel fodboldspiller, som spiller for Serie A-klubben Genoa.

## Klubkarriere

### Tidlige karriere
Efter at han var blevet frigjort af Cruzeiro i 2011, så flyttede han med sin familie til Italien, hvor han begyndte at arbejde med forskellige ting for at have en stabil indkomst. Han begyndte i sin fritid at spille på et amatørhold kaldet Sport Warique, som bestod af immigranter fra Peru. Det var imens han spillede for Sport Warique, at han blev opdaget af Ezio Rossi, som var træner for Casale i den fjerdebedste række. Han skrev her en semi-professionel kontrakt.
Messias imponerede hos Casale, og skiftede herefter til klubberne Chieri og Gozzano. I 2017-18 sæsonen spillede han en central rolle i, at Gozzano rykkede op i Serie C, den tredjebedste række.

### Crotone
Messias skiftede i januar 2019 til Serie B-klubben Crotone. Han var i 2019-20 sæsonen del af, at Crotone rykkede op i Serie A, og han havde hermed opnået at spille i alle fire professionelle rækker i Italien.

### AC Milan
Messias skiftede i august 2021 til AC Milan på en lejeaftale med en købsoption. Han scorede i november 2021 sit første mål i UEFA Champions League. Han var del af Milans trup, som vandt Serie A-mesterskabet i sæsonen, hvilke var hans første trofæ som professionel spiller.
I juli 2022 blev skiftet gjort permanent.

### Genoa
Messias skiftede i august 2023 til Genoa på en lejeaftale med en købsobligation. I januar 2024 blev skiftet gjort permanent.

## Titler
AC Milan
- Serie A: 1 (2021-22)